# Mülben
Mülben ist ein Ortsteil der Gemeinde Waldbrunn im Neckar-Odenwald-Kreis in Baden-Württemberg.

## Geographische Lage

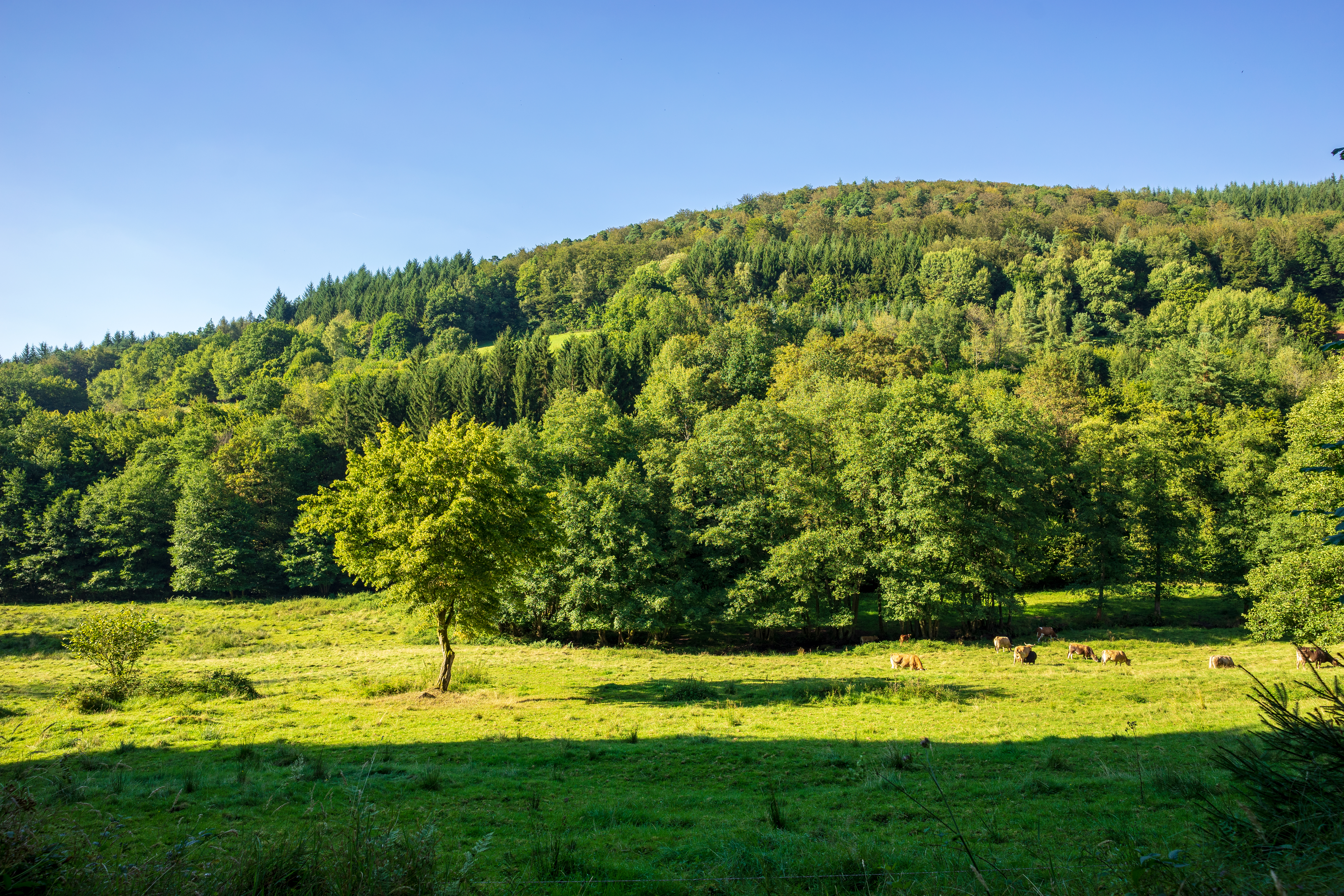
Der Reisenbacher Grund, heute ein Landschaftsschutzgebiet

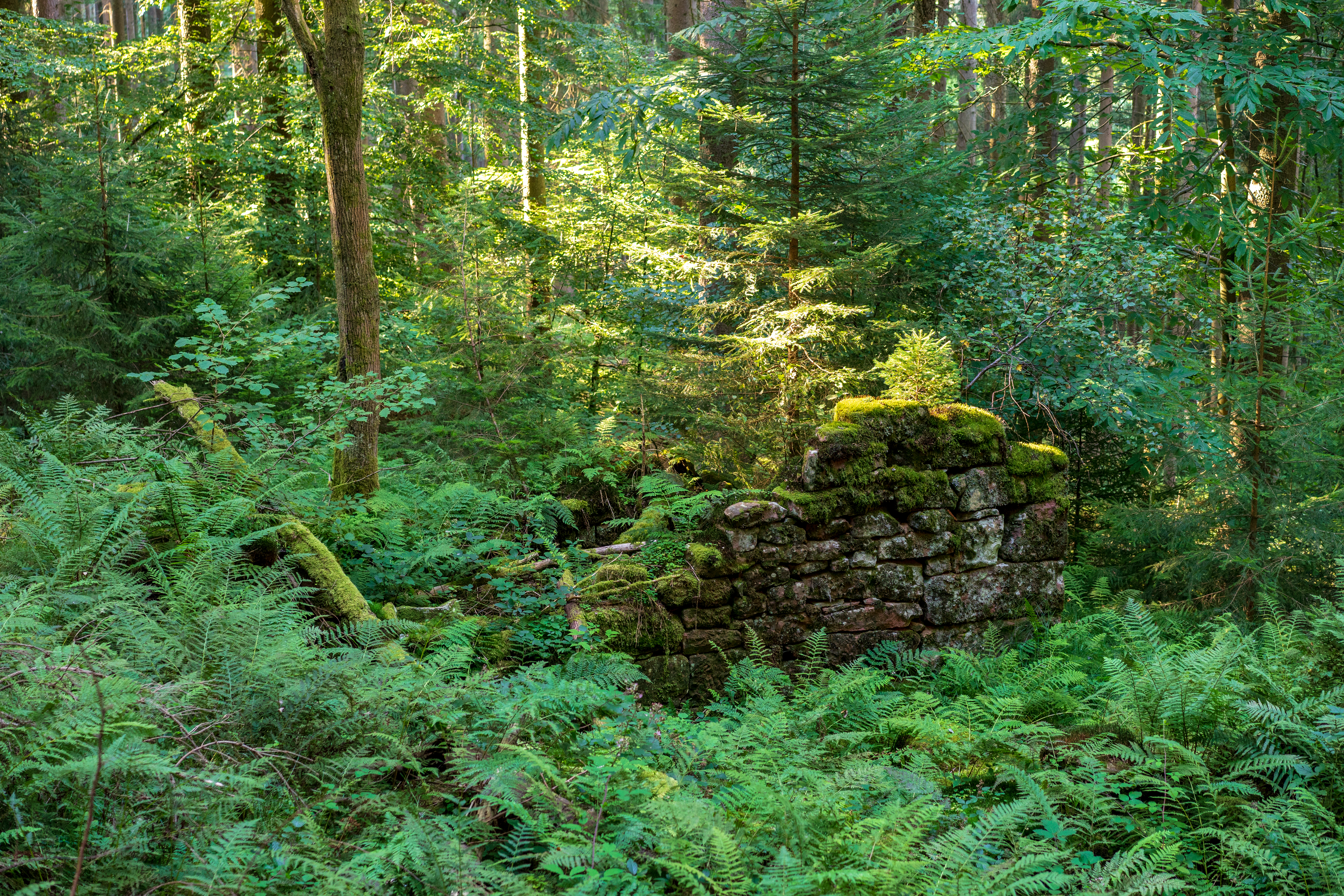
Ruinen des verlassenen Dorfes Unterferdinandsdorf

Mülben liegt im südöstlichen Teil des Odenwalds in dessen Buntsandstein-Gebiet auf dem Winterhauch, einer langgezogenen Hochfläche, die 4,2 km weiter westlich in dem höchsten Berg des Odenwalds gipfelt, dem Katzenbuckel (626,8 m). Die Ortslage liegt am Oberlauf des Höllbachs, der sich gleich nach Verlassen der Ortslage nach Nordwesten tief in die Sandsteinformationen des Odenwalds einkerbt und kurz vor der Mündung des Reisenbachs in die Itter bei Antonslust mit demselben vereinigt. Das Quellgebiet des Höllbachs ist rund einen Kilometer östlich der Ortslage in 530 m Höhe zu dem rund einen Hektar bedeckenden Mülbener See aufgestaut.
Höchste Erhebung von Mülben ist rund eineinhalb Kilometer nördlich des Ortes der Markgrafenwald (584,5 m). Jenseits des Markgrafenwalds fällt die Gemarkung steil in den Reisenbacher Grund ab. Am unteren Teil des Hanges lag der um 1850 aufgelöste Ort Unterferdinandsdorf, von dem im Wald noch Ruinen sichtbar sind. Im Nordwesten der Gemarkung, mit Mülben durch die 3,6 km lange Forststraße Markgrafenstraße verbunden, liegt an der Stelle des ebenfalls aufgegebenen Ortes Oberferdinandsdorf das als Kulturdenkmal geschützte Jagdschloss Max-Wilhelmshöhe.
Die Gemarkung Mülben umfasst 874 Hektar, von denen 647 Hektar bewaldet sind.
Strümpfelbrunn, der Hauptort der Gemeinde Waldbrunn, liegt knapp eineinhalb Kilometer westlich von Mülben. Im Süden ist der Ortsteil Weisbach benachbart und im Osten liegt Wagenschwend, ein Ortsteil von Limbach.

## Geschichte
Das Bestehen des Dorfes lässt sich bis 1328 urkundlich zurückverfolgen als Gründung der Herren von Zwingenberg. Der Name Mülben hat sich aus den früheren Namensformen Mul(wen) Milwen und Mülwer entwickelt mit der Bedeutung Mühlenwehr.
Nachdem das Dorf im Dreißigjährigen Krieg zur Wüstung wurde, ließ Kurfürst Karl I. Ludwig  ab 1661 Schweizer Kolonisten anwerben, die den Ort wieder besiedelten. Die im Volksmund noch gebräuchliche Bezeichnung Kleine Schweiz für Mülben sowie die Straßenbezeichnung Schweizer Straße erinnern an die Einwanderer.
Ab 1. Januar 1975 schloss sich die Gemeinde Mülben der zwei Jahre zuvor von den Nachbargemeinden durch Zusammenschluss gegründeten Gemeinde Waldbrunn an.

## Verkehr und Infrastruktur
Durch Mülben führt die Kreisstraße K 3928 als Schleife, die den Ort nach Westen und Süden mit der Landesstraße L 524 verknüpft, die über den Winterhauch Eberbach mit Mudau verbindet. Nach Süden wird die K 3928 als L 589 in Richtung Weisbach und Lohrbach verlängert.
In der Ortsmitte von Mülben liegt der Kurpark und im Süden der Gemarkung, jenseits der L 524 befindet sich ein Segelfluggelände.

## Persönlichkeiten
- Sophia Schmitt (1879–1904), Missionsschwester und Märtyrin